# Íjászat a 2008. évi nyári olimpiai játékokon
A 2008. évi nyári olimpiai játékokon az íjászat versenyeit augusztus 9. és 15. között rendezték. Négy kategóriában osztottak érmeket, a nőknél és a férfiaknál is egyéniben és csapatban.

## Éremtáblázat
(A rendező ország csapata eltérő háttérszínnel, az egyes számoszlopok legmagasabb értéke vagy értékei vastagítással kiemelve.)
| A 2008. évi nyári olimpiai játékok éremtáblázata íjászatban | A 2008. évi nyári olimpiai játékok éremtáblázata íjászatban | A 2008. évi nyári olimpiai játékok éremtáblázata íjászatban | A 2008. évi nyári olimpiai játékok éremtáblázata íjászatban | A 2008. évi nyári olimpiai játékok éremtáblázata íjászatban | Olimpia  |
| ----------------------------------------------------------- | ----------------------------------------------------------- | ----------------------------------------------------------- | ----------------------------------------------------------- | ----------------------------------------------------------- | -------- |
|                                                             | Ország                                                      | Arany                                                       | Ezüst                                                       | Bronz                                                       | Összesen |
| 1.                                                          | Dél-Korea (KOR)                                             | 2                                                           | 2                                                           | 1                                                           | 5        |
| 2.                                                          | Kína (CHN)                                                  | 1                                                           | 1                                                           | 1                                                           | 3        |
| 3.                                                          | Ukrajna (UKR)                                               | 1                                                           | 0                                                           | 0                                                           | 1        |
|                                                             |                                                             |                                                             |                                                             |                                                             |          |
| 4.                                                          | Olaszország (ITA)                                           | 0                                                           | 1                                                           | 0                                                           | 1        |
|                                                             |                                                             |                                                             |                                                             |                                                             |          |
| 5.                                                          | Franciaország (FRA)                                         | 0                                                           | 0                                                           | 1                                                           | 1        |
| 5.                                                          | Oroszország (RUS)                                           | 0                                                           | 0                                                           | 1                                                           | 1        |
|                                                             |                                                             |                                                             |                                                             |                                                             |          |
| Összesen                                                    | Összesen                                                    | 4                                                           | 4                                                           | 4                                                           | 12       |

## Érmesek

### Férfiak
| A 2008. évi nyári olimpiai játékok férfi érmesei íjászatban |                                                            |                                                                    |                                                                                                |
| Versenyszám                                                 | Arany                                                      | Ezüst                                                              | Bronz                                                                                          |
| Egyéni                                                      | Viktor Ruban · Ukrajna (UKR)                               | Pak Kjongmo · Dél-Korea (KOR)                                      | Bair Bagyonov · Oroszország (RUS)                                                              |
| Csapat                                                      | Dél-Korea (KOR) · Im Donghjon · I Cshanghvan · Pak Kjongmo | Olaszország (ITA) · Mauro Nespoli · Marco Galiazzo · Ilario Di Buò | Kína (CHN) · Csiang Lin (Jiang Lin) · Li Ven-csüan (Li Wenquan) · Hszüe Haj-feng (Xue Haifeng) |

### Nők
| A 2008. évi nyári olimpiai játékok női érmesei íjászatban |                                                             |                                                                                             |                                                                           |
| Versenyszám                                               | Arany                                                       | Ezüst                                                                                       | Bronz                                                                     |
| Egyéni                                                    | Csang Csüan-csüan (Zhang Juanjuan) · Kína (CHN)             | Pak Szonghjon · Dél-Korea (KOR)                                                             | Jun Okhi · Dél-Korea (KOR)                                                |
| Csapat                                                    | Dél-Korea (KOR) · Csu Hjondzsong · Pak Szonghjon · Jun Okhi | Kína (CHN) · Csen Ling (Chen Ling) · Kuo Tan (Guo Dan) · Csang Csüan-csüan (Zhang Juanjuan) | Franciaország (FRA) · Virginie Arnold · Sophie Dodemont · Bérangère Schuh |